# 勅旨站
勅旨站（日语：／ Chokushi eki */?）是位於滋賀縣甲賀市信樂町勅旨，信樂高原鐵道的信樂線車站。

## 車站構造

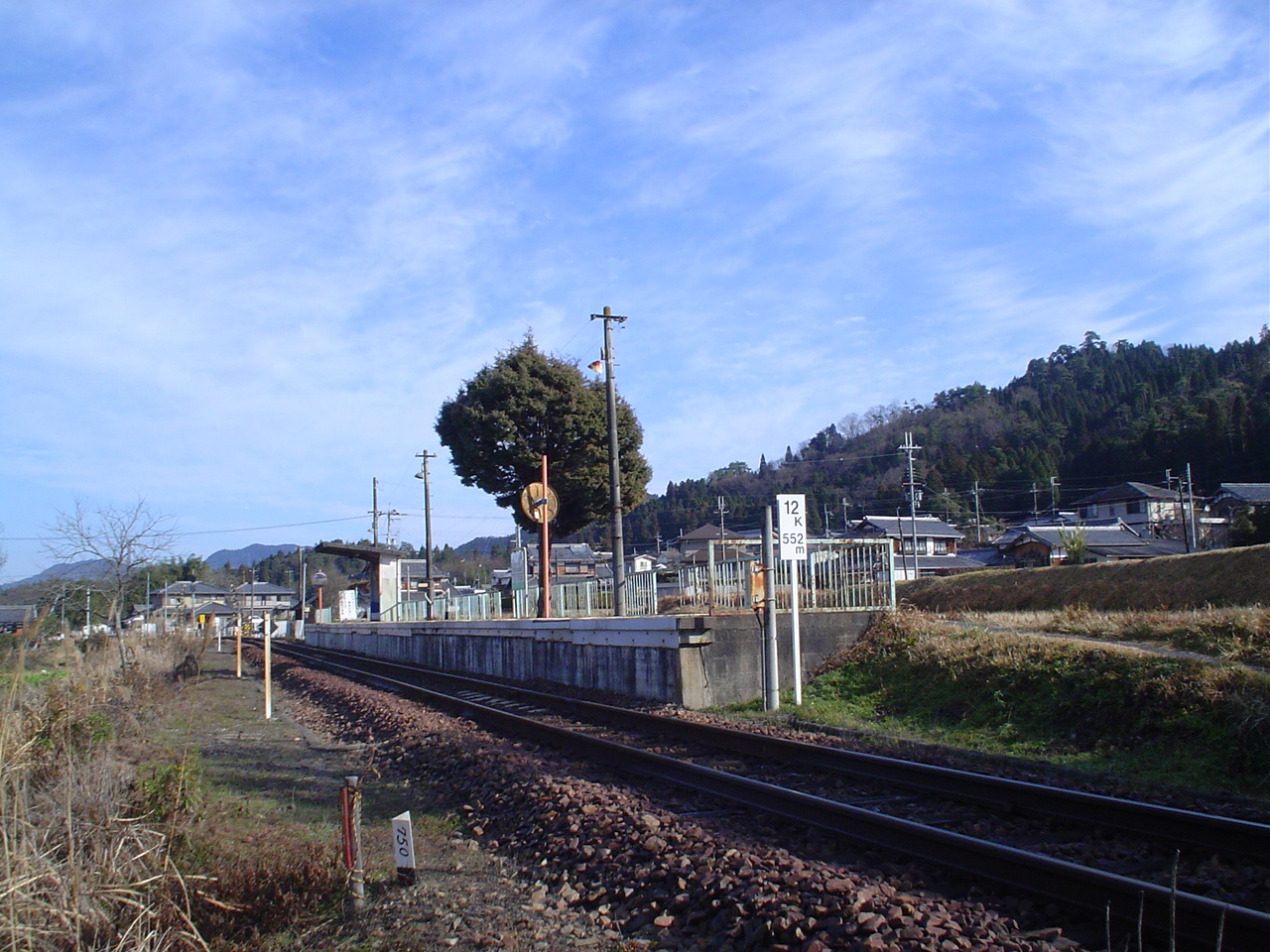
全貌

車站是一座地面車站，設有1面1線的單式月台。此站是無人車站。

## 歷史
- 1963年6月1日：車站啟用。
- 1987年：

- 4月1日：隨國鐵分割民營化，車站由西日本旅客鐵道（JR西日本）營運。
- 7月13日：信樂線由信樂高原鐵道繼承。

## 使用狀況
以下為近年一日平均乘車人次列表：
| 年度               | 一日平均 乘車人次 |
| ------------------ | ----------------- |
| 2011年（平成23年） | 99                |
| 2012年（平成24年） | 100               |
| 2013年（平成25年） | 88                |
| 2014年（平成26年） | 80                |
| 2015年（平成27年） | 86                |
| 2016年（平成28年） | 107               |
| 2017年（平成29年） | 76                |

## 車站周邊
- 八幡神社
- 天神神社
- 國道307號（日语：国道307号）

## 巴士路線
| 乘車處 | 系統 | 主要途經           | 目的地   | 巴士公司     | 備註        |
| ------ | ---- | ------------------ | -------- | ------------ | ----------- |
| 勅旨   | 10   | 陶藝之森           | 信樂站   | 帝產湖南交通 | 只有黃昏2班 |
| 勅旨   | 10   | 雲井、大鳥居、平野 | 田上車廠 | 帝產湖南交通 | 只有早上1班 |

## 相鄰車站
信樂高原鐵道
■信樂線
雲井－勅旨－玉桂寺前

## 外部連結
- 信樂高原鐵道全線車站資訊 （页面存档备份，存于）（日語）